# Breakbot
Breakbot (født Thibaut Berland) er en dj og electroproducer fra Frankrig. Breakbot har kontrakt med det franske pladeselskab Ed Banger Records. Han udgav sin første ep Happy Rabbit i 2007 og udgav i 2010 ep'en Baby, I'm Yours.
Han har herudover foretaget en række remix.
Ud over optrædener i Frankrig har Breakbot optrådt i Tyskland, Schweiz, Spanien og på Paradiso i Amsterdam.